# 克罗肖德拉瓦莱
克罗肖德拉瓦莱（義大利語：Crosio della Valle），是意大利瓦雷泽省的一个市镇。总面积1平方公里，人口592人，人口密度592.0人/平方公里（2009年）。国家统计（ISTAT）代码为012057。